# Neaeromya rugifera
Neaeromya rugifera är en musselart som först beskrevs av Carpenter 1864.  Neaeromya rugifera ingår i släktet Neaeromya och familjen Lasaeidae. Inga underarter finns listade i Catalogue of Life.